# Sasia africana
El carpinterito africano (Sasia africana) es una especie de ave piciforme de la familia Picidae que habita en África central y occidental.

## Descripción
El carpinterito africano mide alrededor de 8 cm de largo y tiene una cola muy corta. El plumaje de los adultos es principalmente grisáceo, con las alas de color verde oliváceo. Presenta anchos anillos oculares rojos y unas pequeñas listas blancas por encima y por debajo de los ojos. Sus patas también son rojas pero su pico es gris. Los machos suelen tener la frente roja. Los juveniles tiene las partes inferiores con tonos anteados.

## Distribución y hábitat
Se encuentra en las selvas y sabanas húmedas de Camerún, República Centroafricana, República del Congo, República Democrática del Congo, Costa de Marfil, Guinea Ecuatorial, Gabón, Ghana, Liberia, el este de Uganda, el norte de Angola y el extremo meridional de Sudán del Sur.